# شونسوکه کیکوچی (آهنگساز)
الگو:Infobox people
شونسوکه کیکوچی (انگلیسی: Shunsuke Kikuchi; ۱ نوامبر ۱۹۳۱ – ۲۴ آوریل ۲۰۲۱) آهنگساز اهل ژاپن بود. وی بین سال‌های ۱۹۶۱ تا ۲۰۱۷ میلادی فعالیت می‌کرد.